# Magadenovac
Magadenovac (Servisch: Магаденовац) is een gemeente in de Kroatische provincie Osijek-Baranja.
Magadenovac telt 2239 inwoners. De oppervlakte bedraagt 112 km², de bevolkingsdichtheid is 20 inwoners per km².
Steden (gradovi): Osijek · Beli Manastir · Belišće · Donji Miholjac · Đakovo · Našice · Valpovo

Gemeenten (općine): Antunovac · Bilje · Bizovac · Čeminac · Čepin · Darda · Donja Motičina · Draž · Drenje · Đurđenovac · Erdut · Ernestinovo · Feričanci · Gorjani · Jagodnjak · Kneževi Vinogradi · Koška · Levanjska Varoš · Magadenovac · Marijanci · Petlovac · Petrijevci · Podgorač · Podravska Moslavina · Popovac · Punitovci · Satnica Đakovačka · Semeljci · Strizivojna · Šodolovci · Trnava · Viljevo · Viškovci · Vladislavci · Vuka